# تیم ملی فوتبال موریس
تیم ملی فوتبال موریس نماینده کشور موریس در مسابقات بین‌المللی و آفریقایی است که زیر نظر فدراسیون فوتبال موریس فعالیت می‌کند.
اولین بازی رسمی این تیم در تاریخ ۱۹۴۷ میلادی در برابر تیم ملی فوتبال رئونیون برگزار شده است.